# Парламентська більшість
Парла́ментська бі́льшість — це політичне утворення, що складається з парламентських фракцій чи окремих (позафракційних) членів парламенту, які разом складають звичайну більшість в парламенті. Як правило, у державах з парламентською формою правління парламентська більшість призначає прем'єр-міністра.